# Horst (Holsten)
 For alternative betydninger, se Horst. (Se også artikler, som begynder med Horst)
Horst er en by og kommune i det nordlige Tyskland, beliggende i Amt Horst-Herzhorn under Kreis Steinburg. Kreis Steinburg ligger i den sydvestlige del af delstaten Slesvig-Holsten.

## Geografi
Horst ligger ved motorvejen A23 mellem Itzehoe og Elmshorn og ved jernbanen mellem Hamborg og Kiel.
Vandløbene Schwarzwasser og Horstgraben løber gennem kommunen.
I kommunen ligger ud over Horst, landsbyerne og bebyggelserne Fiefhusen, Hackelshörn, Hahnenkamp, Heisterende, Hinterm Holz, Horstheide, Horstmoor, Horstmühle, Horstreihe, Lindenkamp, Lüningshof, Moordiek, Schloburg og Schönmoor.